# Referenda v Izraeli
Izraelské základní zákony nestanovují možnost pořádání referend a v Izraeli se zatím nikdy žádné nekonalo. Dne 30. června 2008 však Kneset v prvním čtení schválil zákon, který požaduje vypsání celonárodního referenda, či dvoutřetinovou většinu v Knesetu (tj. 80 ze 120 mandátů), před jakýmkoliv územním ústupem. Aby zákon vstoupil v platnost, musí projít třemi čteními.
Zákon byl přijat v kontextu mírových rozhovorů se Sýrií, která požaduje, aby se Izrael stáhl z Golanských výšin v rámci politiky „území za mír.“ Golanské výšiny Izrael zabral během šestidenní války v roce 1967 a v roce 1981 je jednostranně anektoval. Jelikož mnoho Izraelců se staví proti navrácení Golanských výšin, několik poslanců Knesetu chtělo zajistit, aby jakýkoliv návrh na stažení se z této oblasti byl „schválen lidem, bez vnějšího zasahování, triků a politických úplatků,“ tedy aby byl přijat zákon o referendu.
Izrael již má jiný zákon, který vyžaduje referendum před postoupení jakéhokoliv území pod izraelskou svrchovaností, nicméně tento zákon také upřesňuje, že nemá být používán do doby, kdy bude prosazen základní zákon, který podrobně upravuje postupy pro konání referenda. Nový zákon tak odstraňuje nutnost schválení základního zákona. Namísto toho požaduje, aby územní ústupky byly schváleny národním referendem, všeobecnými volbami či většinou 80 členů Knesetu. Tento zákon je pozměnitelný prostou většinou, neboť platí obecná zásada, že zákon přijatý později, má přednost před dřívějším.
Uspořádání referenda bylo v dějinách Izraele navrženo několikrát, avšak žádný z těchto návrhů neuspěl. David Ben Gurion navrhoval referendum v roce 1958 kvůli zavedení většinového volebního systému, který by omezil vliv Národní náboženské strany. Menachem Begin navrhl legislativní ustanovení, které by umožnilo, aby byl zákon schválen v referendu, pokud by jej požadovalo více než 100 tisíc občanů. Referendum bylo rovněž krátce zvažováno v 70. letech nad budoucností Západního břehu.
Nejnověji bylo referendum navrženo v roce 2005, kdy tehdejší premiér Ariel Šaron navrhl izraelský plán jednostranného stažení z Pásma Gazy. Izraelští osadníci v Pásmu Gazy, kteří se postavili proti zrušení jejich osad tehdy žádali, aby se v souvislosti se Šaronovým návrhem konalo celostátní referendum. Šaron se proti konání referenda postavil a zákon umožňující stažení z Pásma Gazy byl nakonec Knesetem schválen. Referendum se nekonalo ani v souvislosti s izraelským stažením osad ze Sinajského poloostrova v rámci egyptsko-izraelské mírové smlouvy.